# 中村彰一
中村彰一（なかむら　しょういち）は、愛知県名古屋市出身のシンガーソングライターである。旧アーティスト名は、SYO-1（しょーわん）。
- 東海テレビ制作･フジテレビ系列放送の昼のドラマで、中島丈博が脚本を手がける『牡丹と薔薇』『偽りの花園』『麗わしき鬼』『天国の恋』で、主題歌や劇中歌を担当しており、中島作品には欠かせない存在となっている。

## 略歴
- 2004年 、『牡丹と薔薇』の劇中歌『牡丹と薔薇』で注目を集める。
- 2006年、『偽りの花園』の主題歌『偽りの花園』でメジャーデビューしたのを機に、アーティスト名を「SYO-1」に改名。
- 2013年、6年ぶりに東海テレビ制作昼ドラマ『天国の恋』の劇中歌『天国へ行きたい』を作曲・歌唱。芸名を中村彰一に戻す。

## シングル
- 牡丹と薔薇 （2004年1月21日、TENT HOUSE） - 『牡丹と薔薇』劇中歌

作詞・作曲：中島丈博　編曲：森下寿一
- 偽りの花園 （2006年4月26日、テイチクエンタテインメント）- 『偽りの花園』主題歌

作詞：中島丈博　作曲：中村彰一　編曲：久保田邦夫
- 鬼子母神の子守唄 （2007年5月23日、ポニーキャニオン） - 『麗わしき鬼』劇中歌

作詞：中島丈博　作曲：中村彰一　編曲：久保田邦夫

## テレビドラマ
- 麗わしき鬼（2007年、東海テレビ）- 流しのミュージシャン役 第17話、第21話
劇中、『鬼子母神の子守唄』を弾き語りで歌っている。
- 天国の恋（2013年、東海テレビ）- 元春の音楽仲間役 第28話、第44話
劇中、『天国へ行きたい』を歌っている。『天国へ行きたい』は天国の恋オリジナルサウンドトラックに収録。

| スタブアイコン | サブスタブ | この項目は、まだ閲覧者の調べものの参照としては役立たない、歌手に関連した書きかけの項目です。この項目を加筆・訂正などしてくださる協力者を求めています（P:音楽/PJ:芸能人）。 |